# 四氢皮质酮
3α,5α-四氢皮质酮（缩写3α,5α-THB，或简称为四氢皮质酮，THB，THCC）是一种有机化合物，化学式为C21H34O4，是一种内源性的糖皮质激素。